# Артёмовская волость (Псковская область)

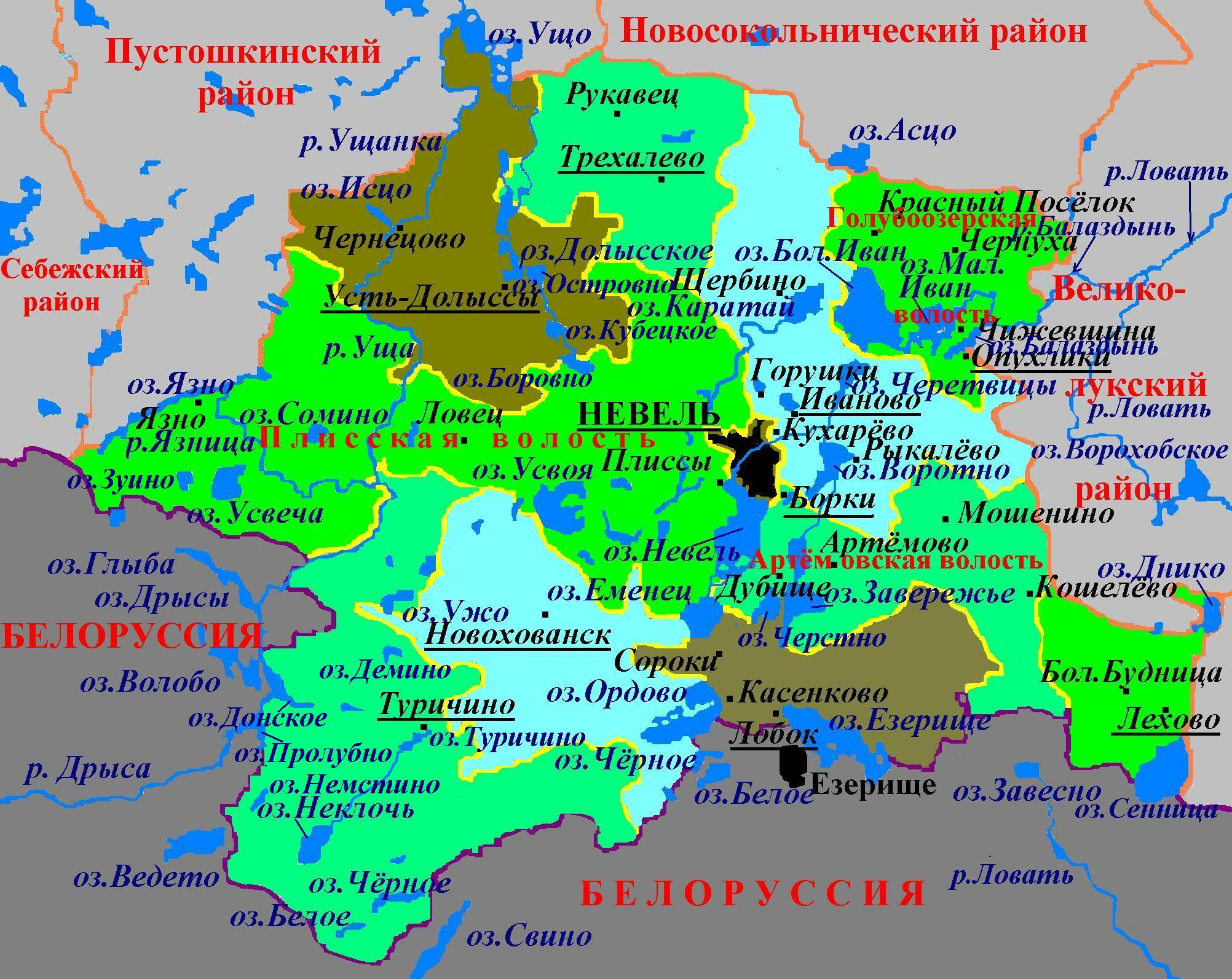
Административное деление Невельского района 2005—2015 гг.

Артёмовская волость — упразднённая административно-территориальная единица 3-го уровня и бывшее муниципальное образование со статусом сельского поселения в Невельском районе Псковской области России.
Административный центр — деревня Борки (в 1995—2005 гг. — в деревне Артёмово).
В марте 2023 года упразднено в связи с преобразованием муниципального района в муниципальный округ.

## География
Территория волости граничит на западе с Туричинской, на севере — с Ивановской, на северо-западе — с Плисской волостями и городом (городским поселением) Невель Невельского района Псковской области России, на юге — с Витебской областью Белоруссии.
На территории Артёмовской волости расположены озёра: Сенница (9,6 км², глубиной до 3,6 м), Завережье (6,7 км², глубиной до 10,3 м, в том числе озеро Мелкое), Днико (5,0 км², глубиной до 9,0 м), Еменец (4,5 км², глубиной до 3,3 м), Черстно (1,9 км², глубиной до 18 м), Кошелевское (0,8 км², глубиной до 8 м), Оборотно (0,74 км², глубиной до 5 м) и др., а также граничит по побережью с озёрами: Ордово (8,0 км², глубиной до 3,6 м: погранично с Туричинской волостью и с Белоруссией) и Езерище (погранично с Белоруссией).

## Население
| 2002  | 2010  | 2012  | 2013  | 2014  | 2015  | 2016  |
| ----- | ----- | ----- | ----- | ----- | ----- | ----- |
| 1672  | ↘1312 | ↘1257 | ↘1220 | ↘1137 | ↘1124 | ↗2321 |
| 2017  | 2018  | 2019  | 2020  | 2021  |       |       |
| ↘2260 | ↘2225 | ↘2166 | ↘2098 | ↘1817 |       |       |

Суммарная численность населения Артёмовской волости с двумя упразднёнными Лобковской и Лёховской волостями, объединённыхми в новообразованную Артёмовскую волость, по состоянию на 1 января 2015 года составляла 2320 человек.

## Населённые пункты
В состав волости с апреля 2015 года входят 111 населённых пунктов, в том числе 1 станция — Завережье — и 110 деревень:
| №   | Населённый пункт | Тип     | Население |
| --- | ---------------- | ------- | --------- |
| 1   | Аксёново         | деревня | →0        |
| 2   | Акулино          | деревня | ↘5        |
| 3   | Антипенки        | деревня | →0        |
| 4   | Артёмово         | деревня | ↗150      |
| 5   | Бабинские        | деревня | ↘15       |
| 6   | Багуры           | деревня | ↘18       |
| 7   | Балаши           | деревня | ↘0        |
| 8   | Барсуки          | деревня | ↘2        |
| 9   | Барсуки          | деревня | →0        |
| 10  | Белянки          | деревня | ↘0        |
| 11  | Блинки           | деревня | ↘10       |
| 12  | Боброво          | деревня | ↘19       |
| 13  | Бойково          | деревня | ↘1        |
| 14  | Большая Будница  | деревня | ↘52       |
| 15  | Борисово         | деревня | ↘2        |
| 16  | Борки            | деревня | ↘400      |
| 17  | Борок            | деревня | →0        |
| 18  | Бугры            | деревня | ↘2        |
| 19  | Буслайково       | деревня | ↘1        |
| 20  | Ващеничино       | деревня | →1        |
| 21  | Вологино         | деревня | ↘8        |
| 22  | Волчьи Горы      | деревня | ↘18       |
| 23  | Высоцкие         | деревня | ↘14       |
| 24  | Герасимово       | деревня | ↘16       |
| 25  | Горки            | деревня | ↘0        |
| 26  | Городище         | деревня | ↘44       |
| 27  | Гришково         | деревня | ↘31       |
| 28  | Гусево           | деревня | ↗6        |
| 29  | Днико            | деревня | ↘15       |
| 30  | Дубище           | деревня | ↘51       |
| 31  | Дубно-1          | деревня | →3        |
| 32  | Дубокрай         | деревня | ↘24       |
| 33  | Дятлинка         | деревня | →0        |
| 34  | Еменец           | деревня | ↘19       |
| 35  | Еськино          | деревня | ↘3        |
| 36  | Желуды           | деревня | ↘9        |
| 37  | Жуково           | деревня | ↘2        |
| 38  | Завережье        | станция | ↘6        |
| 39  | Зелёные Луги     | деревня | ↘0        |
| 40  | Зеленьки         | деревня | ↘0        |
| 41  | Зубарево         | деревня | ↗7        |
| 42  | Зуи              | деревня | ↗49       |
| 43  | Исаково          | деревня | ↘0        |
| 44  | Каверзы          | деревня | ↗9        |
| 45  | Казаково         | деревня | ↘8        |
| 46  | Каралиновка      | деревня | ↘12       |
| 47  | Козлово          | деревня | ↗44       |
| 48  | Козлово          | деревня | ↗10       |
| 49  | Козлы            | деревня | ↘4        |
| 50  | Косенково        | деревня | ↘48       |
| 51  | Кошелёво         | деревня | ↘110      |
| 52  | Крутелево        | деревня | ↘11       |
| 53  | Кудрявцы         | деревня | ↘6        |
| 54  | Лазовики         | деревня | ↘11       |
| 55  | Ласкатухино      | деревня | →0        |
| 56  | Лемеши           | деревня | ↘14       |
| 57  | Леоново          | деревня | ↘11       |
| 58  | Лёхово           | деревня | ↘348      |
| 59  | Лобок            | деревня | ↗125      |
| 60  | Локтево          | деревня | ↘7        |
| 61  | Луговое          | деревня | ↘3        |
| 62  | Лукашово         | деревня | ↘8        |
| 63  | Макары           | деревня | ↘5        |
| 64  | Малая Будница    | деревня | ↘16       |
| 65  | Маслюки          | деревня | ↘14       |
| 66  | Мачулище         | деревня | →0        |
| 67  | Медведково       | деревня | →2        |
| 68  | Мигушино         | деревня | ↘115      |
| 69  | Мисники          | деревня | →11       |
| 70  | Моржино          | деревня | ↘5        |
| 71  | Морочево         | деревня | →2        |
| 72  | Мошенино         | деревня | ↘82       |
| 73  | Мыленки          | деревня | ↘25       |
| 74  | Некунец          | деревня | ↘0        |
| 75  | Осетище          | деревня | ↘15       |
| 76  | Осетки           | деревня | ↘11       |
| 77  | Осиновка         | деревня | ↘4        |
| 78  | Остров           | деревня | ↘5        |
| 79  | Палкино          | деревня | ↘12       |
| 80  | Пахлово          | деревня | ↘8        |
| 81  | Пестрики         | деревня | ↗5        |
| 82  | Политыки         | деревня | ↘0        |
| 83  | Рыбаково         | деревня | →2        |
| 84  | Рыжаки           | деревня | ↘2        |
| 85  | Рыжесиденье      | деревня | ↘1        |
| 86  | Семёновка        | деревня | ↗5        |
| 87  | Смольники        | деревня | →0        |
| 88  | Созыкино         | деревня | ↘2        |
| 89  | Соколы           | деревня | →0        |
| 90  | Сороки           | деревня | ↘90       |
| 91  | Спичино          | деревня | →0        |
| 92  | Стабурово        | деревня | ↘4        |
| 93  | Стайкино         | деревня | ↘18       |
| 94  | Степаньково      | деревня | ↘51       |
| 95  | Столбово         | деревня | ↘14       |
| 96  | Тарасово         | деревня | ↗7        |
| 97  | Телешово         | деревня | ↗36       |
| 98  | Терпилово        | деревня | ↘0        |
| 99  | Тимофеевка       | деревня | ↘15       |
| 100 | Тычкино          | деревня | ↗3        |
| 101 | Усово            | деревня | ↘160      |
| 102 | Фролово          | деревня | ↘18       |
| 103 | Хотешино         | деревня | ↘1        |
| 104 | Худоярово        | деревня | ↘4        |
| 105 | Чёрный Двор      | деревня | ↘6        |
| 106 | Черняи           | деревня | ↘6        |
| 107 | Чупрово          | деревня | ↘10       |
| 108 | Шеляково         | деревня | ↘46       |
| 109 | Шерстино         | деревня | →0        |
| 110 | Шесто            | деревня | ↘4        |
| 111 | Ярошки           | деревня | ↘10       |

На территории волости (сельсовета) находились запустевшие деревни Грибово (упразднена решением Псковского облисполкома в 1977 году), Борисково (упразднена решением Псковского облисполкома в 1987 году).

## История
Постановлением Псковского областного Собрания депутатов от 26 января 1995 года все сельсоветы в Псковской области были переименованы в волости, в том числе Артёмовский сельсовет был превращён в Артёмовскую волость с центром в деревне Артёмово.
Законом Псковской области от 28 февраля 2005 года в границах волости было также создано муниципальное образование Артёмовская волость со статусом сельского поселения (с центром в деревне Борки) с 1 января 2006 года в составе муниципального образования Невельский район со статусом муниципального района.
В состав Артёмовской волости с января 1995 до апреля 2015 года входил 51 населённый пункт, в том числе 50 деревень — Акулино, Артёмово, Бабинские, Балаши, Белянки, Бойково, Борки, Бугры, Буслайково, Ващеничино, Вологино, Герасимово, Городище, Гришково, Гусево, Дубище, Дятлинка, Жуково, Зеленые Луги, Зеленьки, Зубарево, Каверзы, Каралиновка, Кошелёво, Кудрявцы, Лазовики, Леоново, Локтево, Луговое, Лукашово, Медведково, Мигушино, Мошенино, Осетки, Остров, Политыки, Рыбаково, Созыкино, Соколы, Спичино, Стайкино, Степаньково, Столбово, Тарасово, Телешово, Тимофеевка, Тычкино, Чёрный Двор, Чупрово, Ярошки, — а также 1 станция — Завережье.
Законом Псковской области от 30 марта 2015 года в состав Артёмовской волости 11 апреля 2015 года были включены две упразднённые Лобковская и Лёховская волости.